# Kingyo Sukui to Hanabi Taikai
Singles de THE Possible
Natsu no Tropical Musume.
(2007) Kaze no Uwasa
(2007)
Kingyo Sukui to Hanabi Taikai (金魚すくいと花火大会), attribué à THE Possible featuring Okada Robin Shōko, Goto Yuki (THE ポッシボー featuring 岡田ロビン翔子・後藤夕貴), est le 5e single indépendant du groupe féminin de J-pop THE Possible.

## Présentation
Il sort le 13 juin 2007 au Japon sous le label indépendant Good Factory Record de TNX dans le cadre du Hello! Project, écrit et produit par Tsunku. Il atteint la 57e place du classement de l'Oricon, et reste classé pendant 1 semaine pour un total de 1 818 exemplaires vendus. Il sort également un mois plus tard en format "single V" (DVD).
La chanson-titre du single est utilisée comme thème de fin d'une émission télévisée, et figurera sur le premier album du groupe, Kyūkyoku no The Possible Best Number Shō 1 de 2008.
Elle est interprétée par seulement deux membres du groupe, Robin Shōko Okada et Yuki Gotō, et est attribuée à THE Possible featuring Okada Robin Shōko, Goto Yuki. Un autre single du groupe sort simultanément le même jour, Natsu no Tropical Musume., dont la chanson-titre est chantée par deux autres membres et attribuée à THE Possible featuring Akiyama Yurika, Hashimoto Aina.

## Liste des titres
Toutes les chansons sont écrites et composées par Tsunku, arrangements de Yuichi Takahashi (1&3) et Kenji Ogura (2&4).
| 1. | Kingyo Sukui to Hanabi Taikai (金魚すくいと花火大会)                | Robin Shōko Okada & Yuki Gotō | 3:32 |
| 2. | Good Night Song (GOOD NIGHT SONG)                                   | THE Possible                  | 4:59 |
| 3. | Kingyo Sukui to Hanabi Taikai (Instrumental) (金魚すくいと花火大会) |                               | 3:31 |
| 4. | Good Night Song (Instrumental) (GOOD NIGHT SONG (Instrumental))     |                               | 4:57 |

| 1. | Kingyo Sukui to Hanabi Taikai (金魚すくいと花火大会)                                 |  |
| 2. | Kingyo Sukui to Hanabi Taikai (DANCE Version) (金魚すくいと花火大会 (DANCE Version)) |  |
| 3. | Kingyo Sukui to Hanabi Taikai (Making of) (金魚すくいと花火大会 (メイキング映像))    |  |
| 4. | Kingyo Sukui to Hanabi Taikai (Captioned) (金魚すくいと花火大会 (歌詞あり))          |  |